# اولیو
اوییو (به ایتالیایی: Oglio) رودخانه ای است که در ایتالیا جریان دارد.